# Luhanka
Luhanka és un poble i municipi de la regió de Finlàndia Central, a Finlàndia. El 2025, el municipi comptava amb 700 habitants, sent el número 299 de tot Finlàndia i el segon menys poblat de la part continental (sense comptar Åland). És un municipi monolíngüe finés.

## Geografia

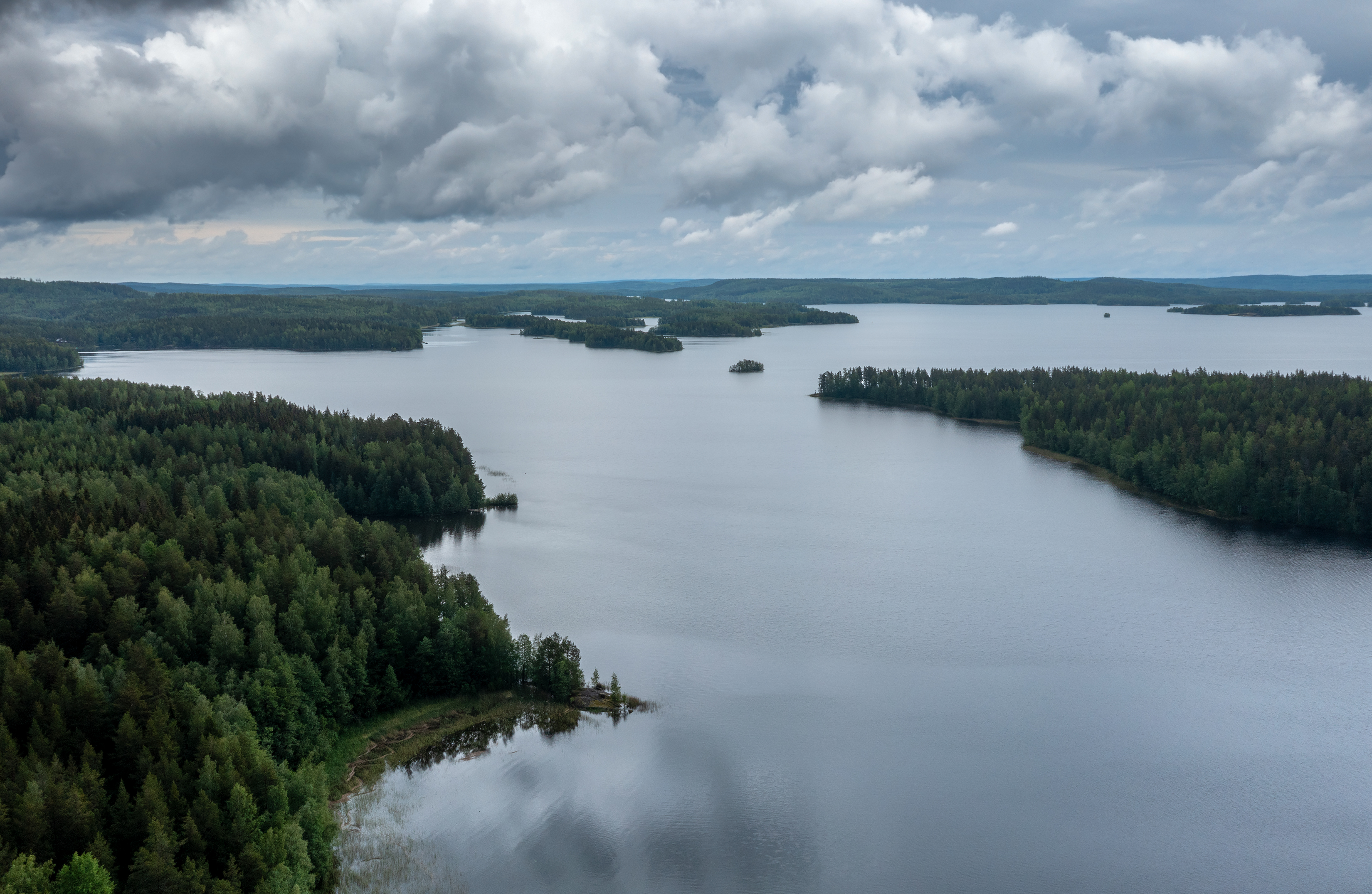
El llac Päijänne a Luhanka

El municipi de Luhanka està situat a l'extrem sud de la regió de Finlàndia Central, ubicada com indica el seu nom al centre de Finlàndia; entre els anys 1997 i 2009 formà part de la província de Finlàndia Occidental. El terme municipal de Luhanka abasta una extensió de 313,25 quilòmetres quadrats (Km²), dels quals 98,73 són d'aigua. Luhanka està envoltada per fins a 61 llacs, sent els més importants els de Päijänne, Tammijärvi-Hauha i Jutilanjärvi. El municipi de Luhanka limita al nord amb Jyväskylä, la capital regional; a l'est amb Joutsa; al sud-est amb Hartola (regió de Päijät-Häme); al sud amb Sysmä (Päijät-Häme); al sud-oest amb Kuhmoinen (regió de Pirkanmaa); i al nord-oest amb Jämsä.

## Història

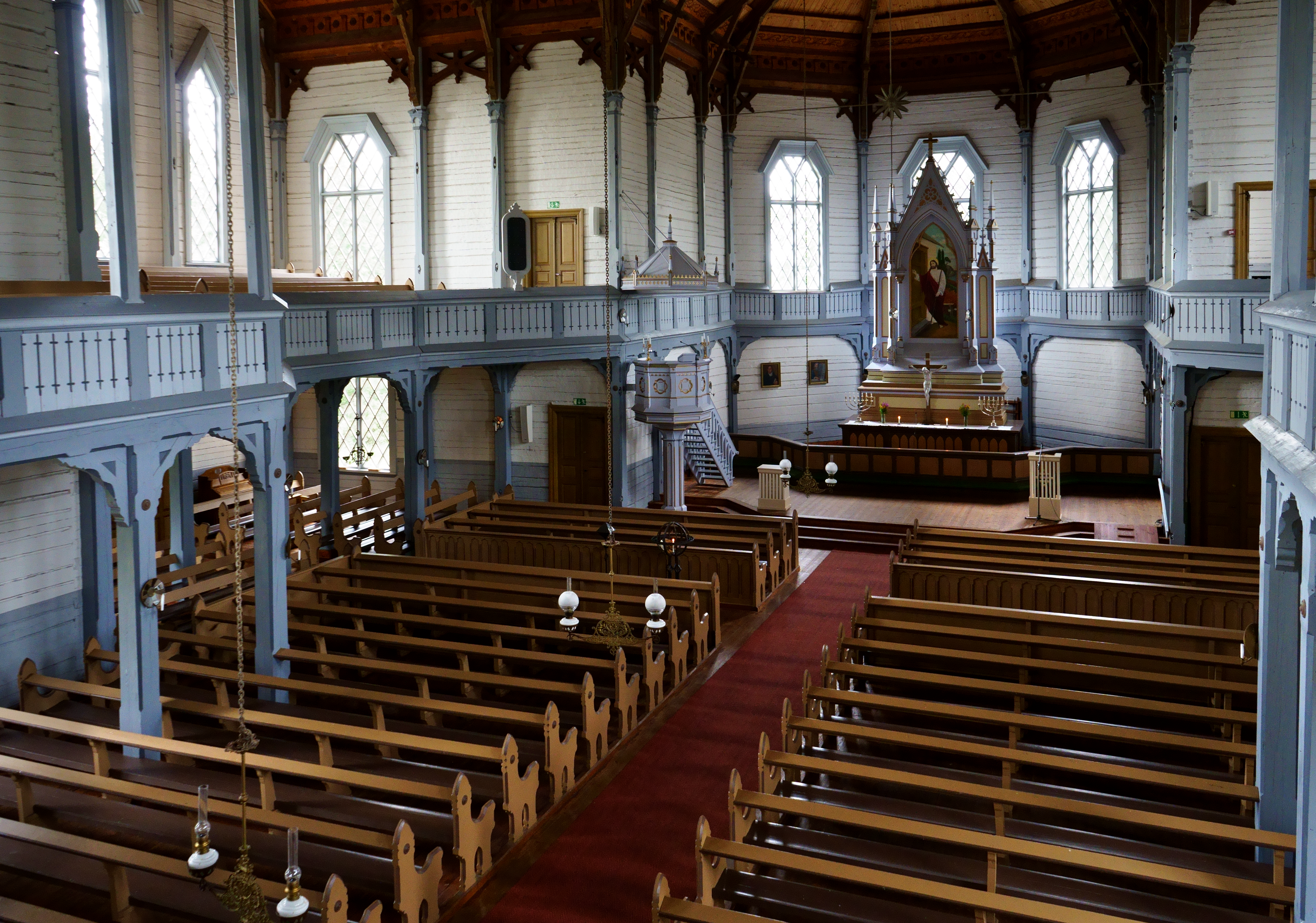
Interior de l'església de Luhanka (1891)

La primera menció històrica de Luhanka correspon a l'any 1462 com un llogaret de la parròquia de Sysmä. El poble rep el seu nom del llac Luhank o Luhankjärvi, el nom del qual prové del mot Luha, que vol dir pantà en finés. Durant l'època del domini suec sobre Finlàndia, el municipi fou conegut com a Luhango. L'any 1767 s'establí una capella que esdevingué parròquia independent l'any 1864. Degut a l'escasa població del municipi, la parròquia de Luhanka esdevingué sufragània de la parròquia de Joutsa l'any 2006.

## Demografia
| Gràfica d'evolució de Luhanka entre 1980 i 2020 |
|                                                 |

## Transport
- Carreteres regionals de Finlàndia
  - 612